# Сінгапур на літніх Олімпійських іграх 1960
На XVII літніх Олімпійських іграх, що проходили у Римі у 1960 році, Сінгапур був представлений 5 спортсменами у трьох видах спорту — вітрильний спорт, стрільба та важка атлетика.
Сінгапур вчетверте за свою історію взяв участь у літніх Олімпійських іграх. Країна завоювала одну срібну медаль у важкій атлетиці та зайняла 32 загальнокомандне місце. Це перша олімпійська медаль Сінгапуру.

## Медалісти
| Медаль | Призери     | Вид спорту     | Дисципліна |
| ------ | ----------- | -------------- | ---------- |
| Срібло | Тан Хоу Лян | Важка атлетика | до 67,5 кг |

## Важка атлетика
| Спортсмен   | Дисципліна | Прес (кг) | Ривок (кг) | Поштовх (кг) | Разом (кг) | Місце |
| ----------- | ---------- | --------- | ---------- | ------------ | ---------- | ----- |
| Тан Хоу Лян | до 67,5 кг | 107,5     | 100,0      | 142,5        | 380        | 2     |

## Вітрильний спорт
| Спортсмен                                                    | Клас   | Заплив | Заплив | Заплив | Заплив | Заплив | Заплив | Заплив | Сума балів | Місце |
| Спортсмен                                                    | Клас   | 1      | 2      | 3      | 4      | 5      | 6      | 7      | Сума балів | Місце |
| ------------------------------------------------------------ | ------ | ------ | ------ | ------ | ------ | ------ | ------ | ------ | ---------- | ----- |
| Елвард Гілберт Голідей Джеймс Брайден Кук Томас Кевін Дуркан | Дракон | 24     | 24     | 25     | 26     | 25     | 18     | 21     | 1059       | 25    |

## Стрільба
| Спортсмен  | Дисципліна     | Кваліфікація | Кваліфікація | Фінал      | Фінал      |
| Спортсмен  | Дисципліна     | Бали         | Місце        | Бали       | Місце      |
| ---------- | -------------- | ------------ | ------------ | ---------- | ---------- |
| Кок Кум Во | пістолет, 50 м | 325          | 58           | не пройшов | не пройшов |